# Nyama choma

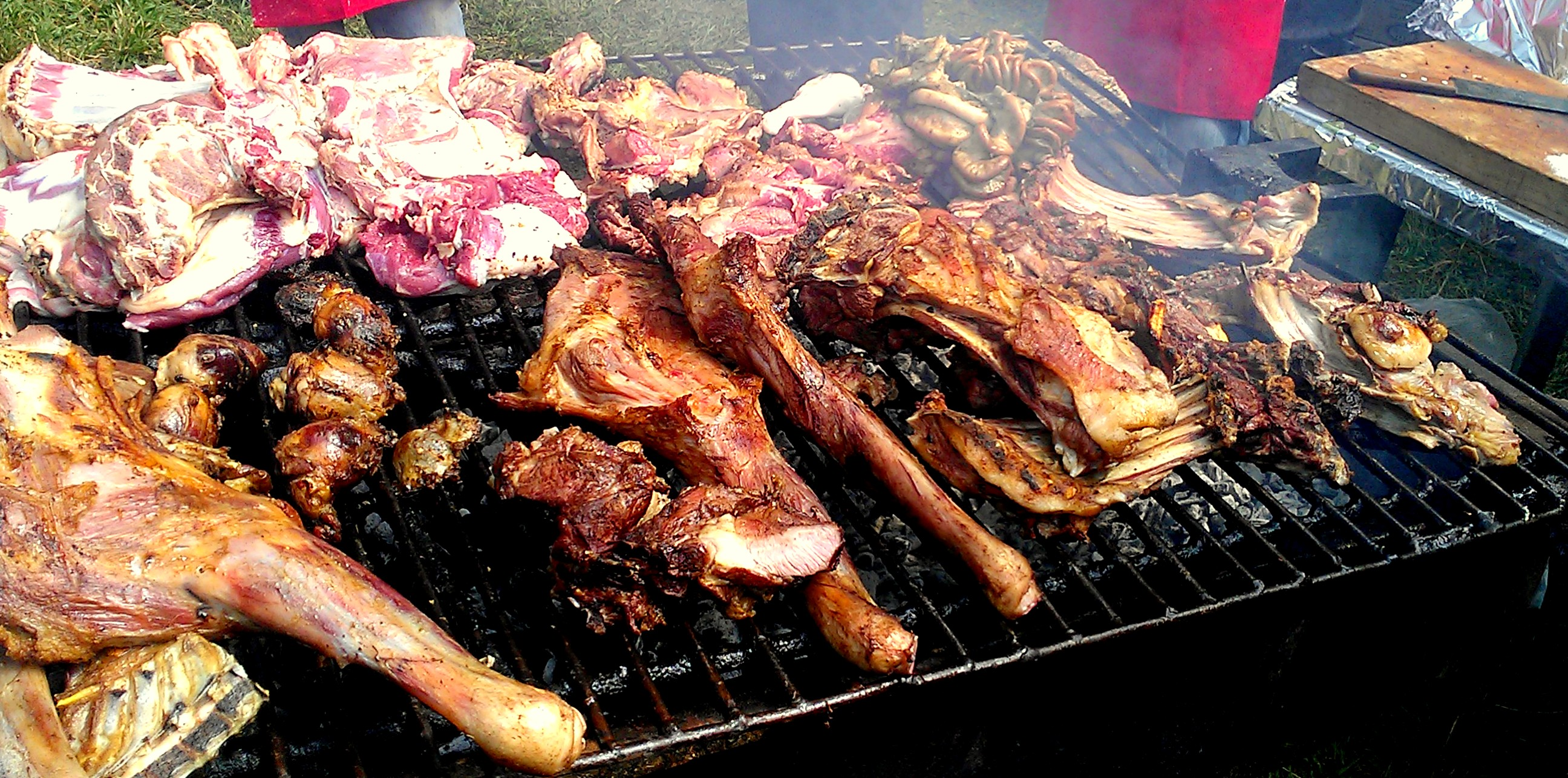
Nyama choma (Koroga Festival à Nairobi).

Le nyama choma est une spécialité de viande de chèvre grillée, très populaire au Kenya — où il est considéré comme le plat national —, en Tanzanie également au Congo-Kinshasa. L'expression nyama choma signifie « viande de barbecue » en kiswahili.

## Préparation
Au Kenya, la viande de chèvre est privilégiée, mais le bœuf est également utilisé.
Pour le nyama choma authentique, on se contente d'ajouter du sel et du poivre, mais certains le font mariner d'abord dans un mélange d'oignons, d'ail et de gingembre moulu, avec un peu de piment fort et de jus de citron.

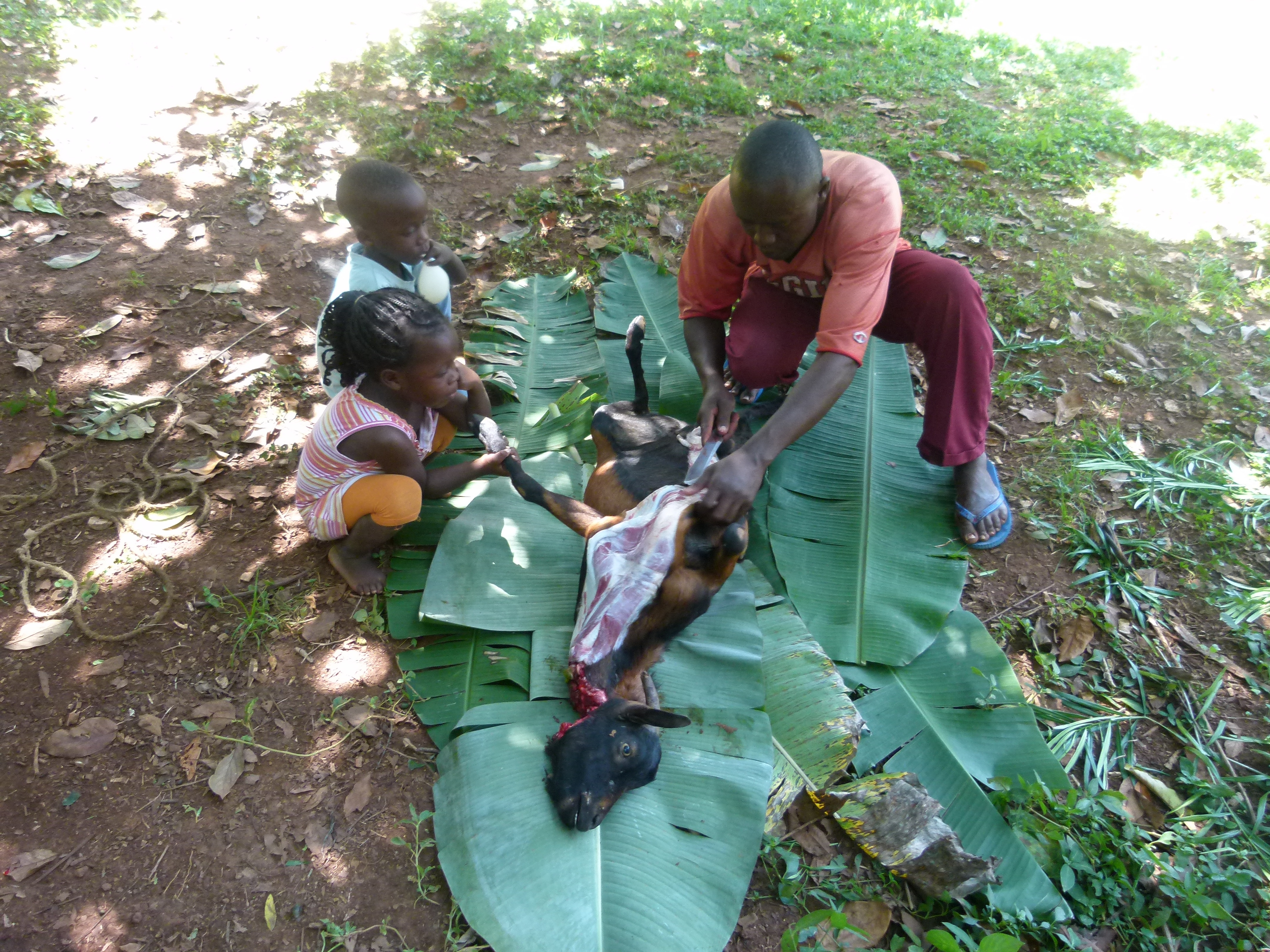
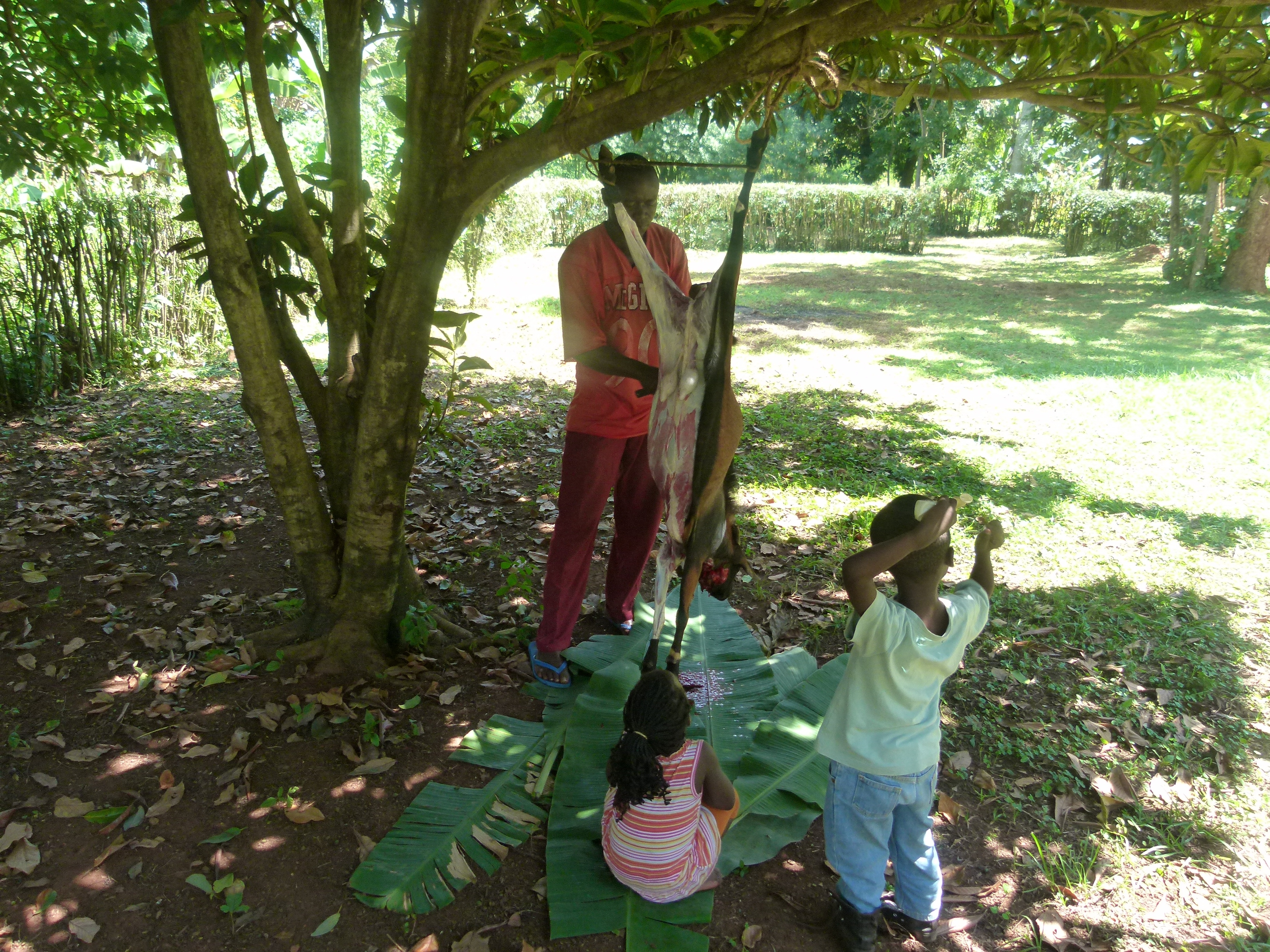
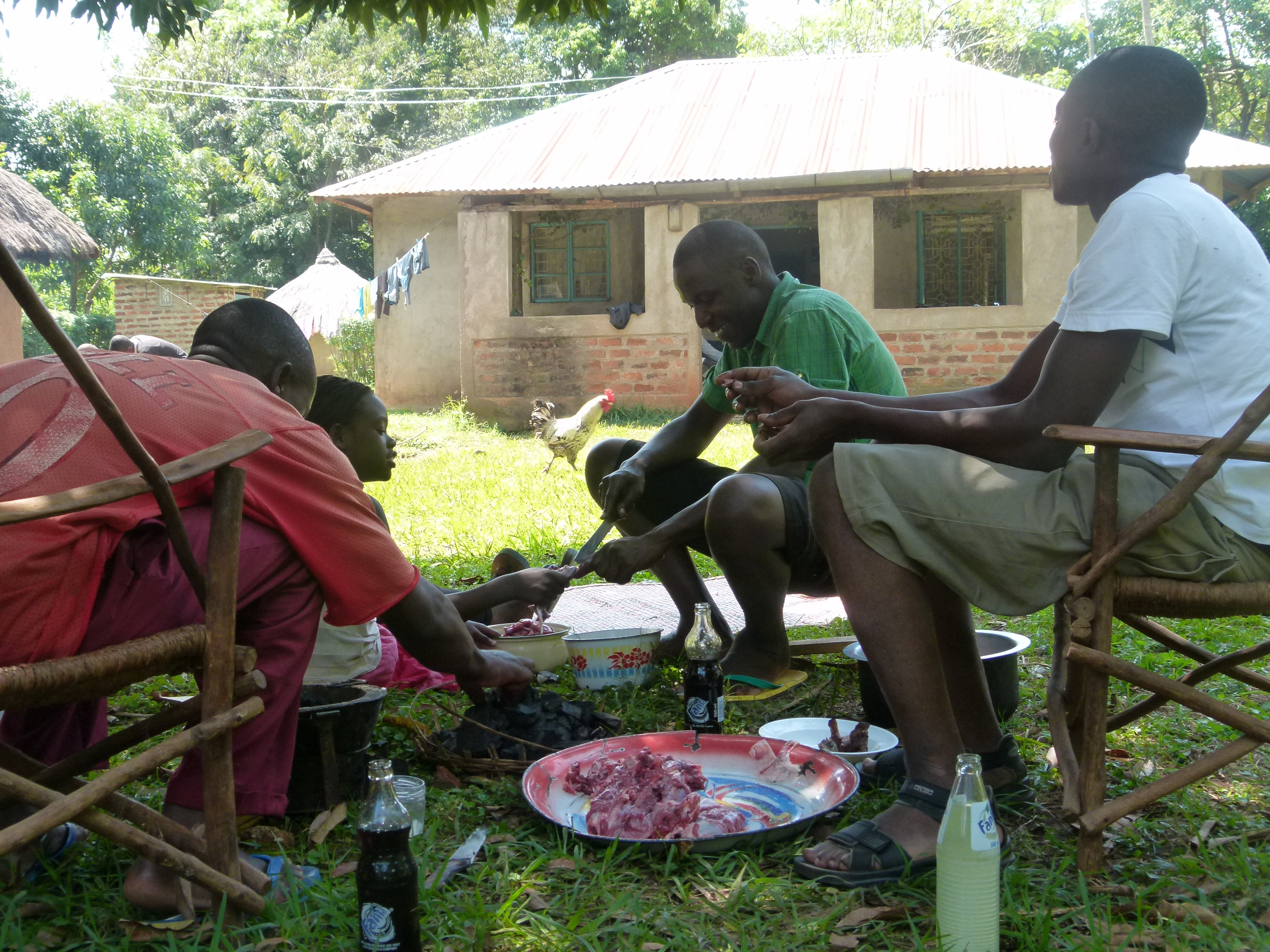
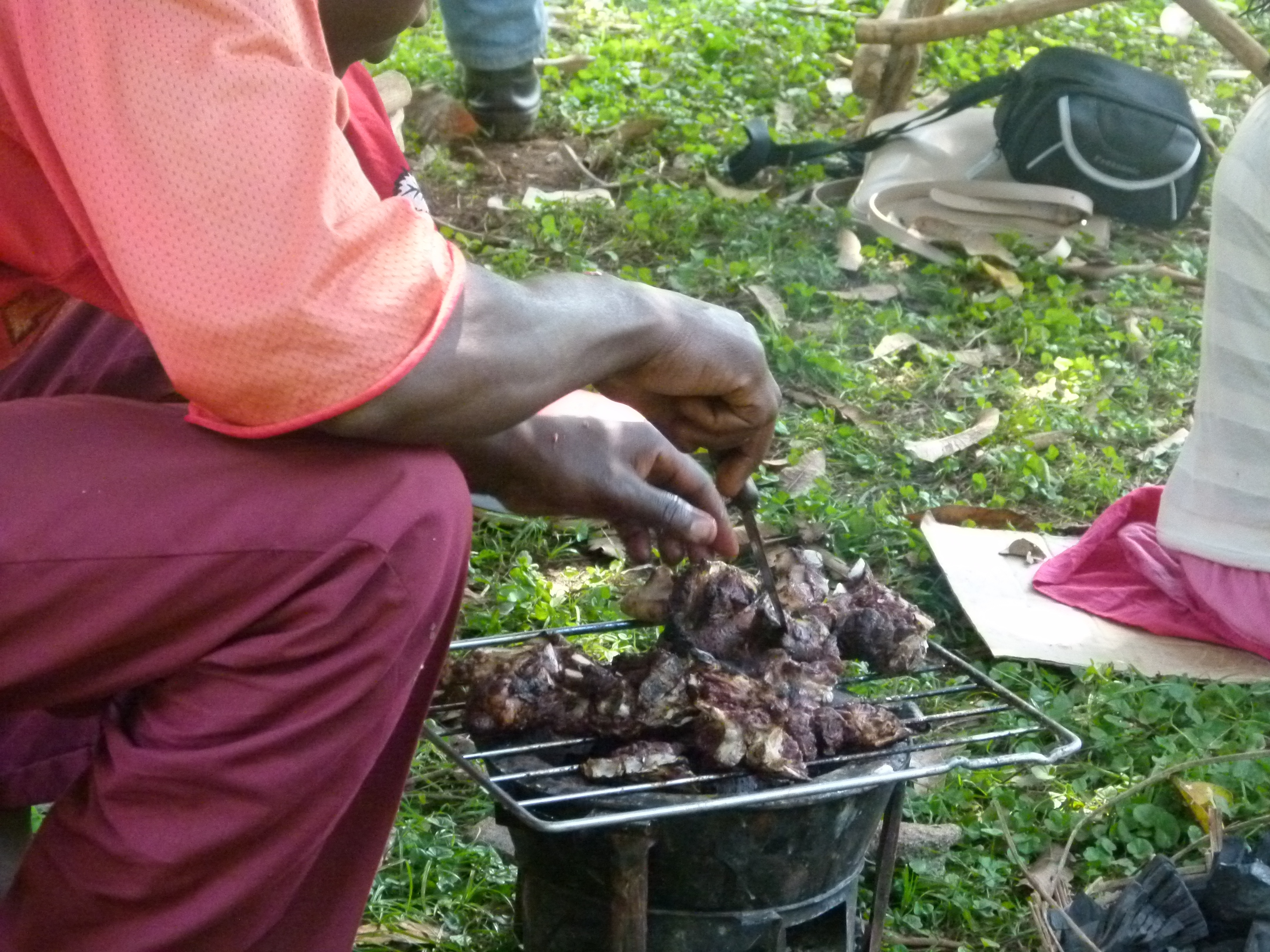

## Consommation
Il est proposé aussi bien dans les gargotes au bord de la route que dans les grands restaurants. On le mange avec les doigts.
Les accompagnements sont variés, mais les plus classiques sont la salade kachumbari et l'ugali.

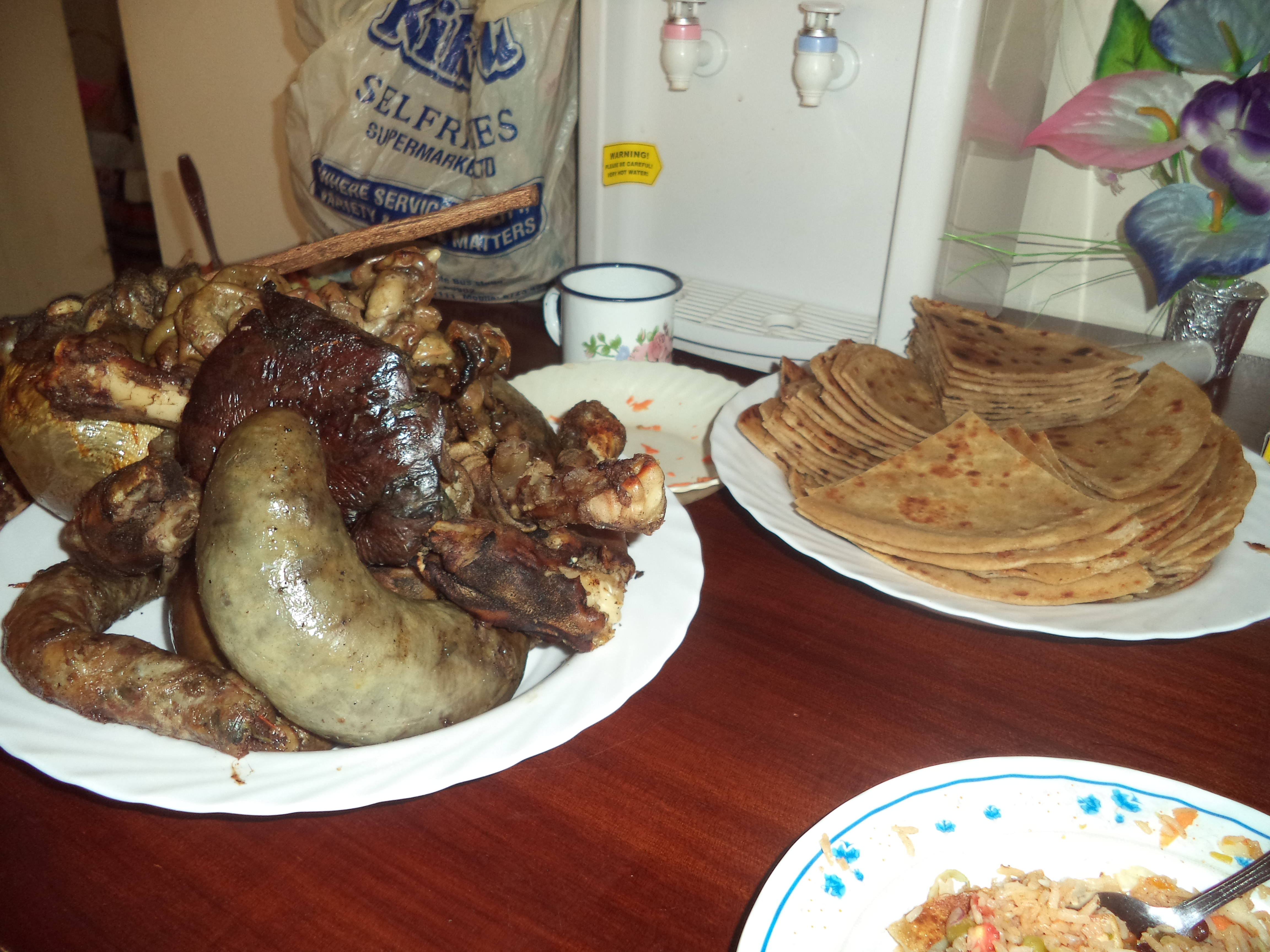
Avec des chapatis.
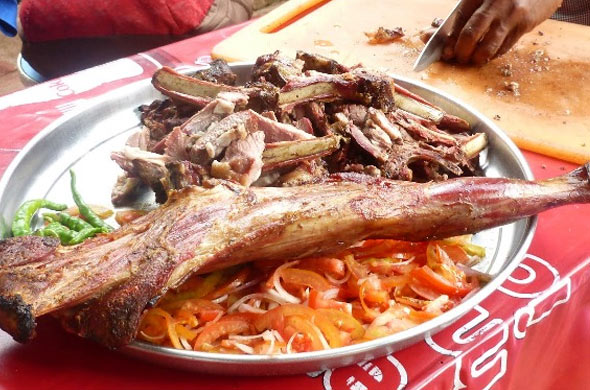
Avec des légumes.
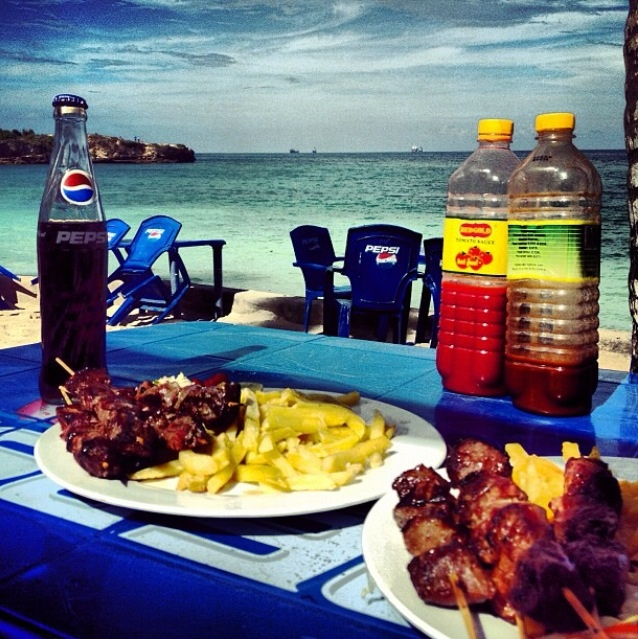
Avec des frites.
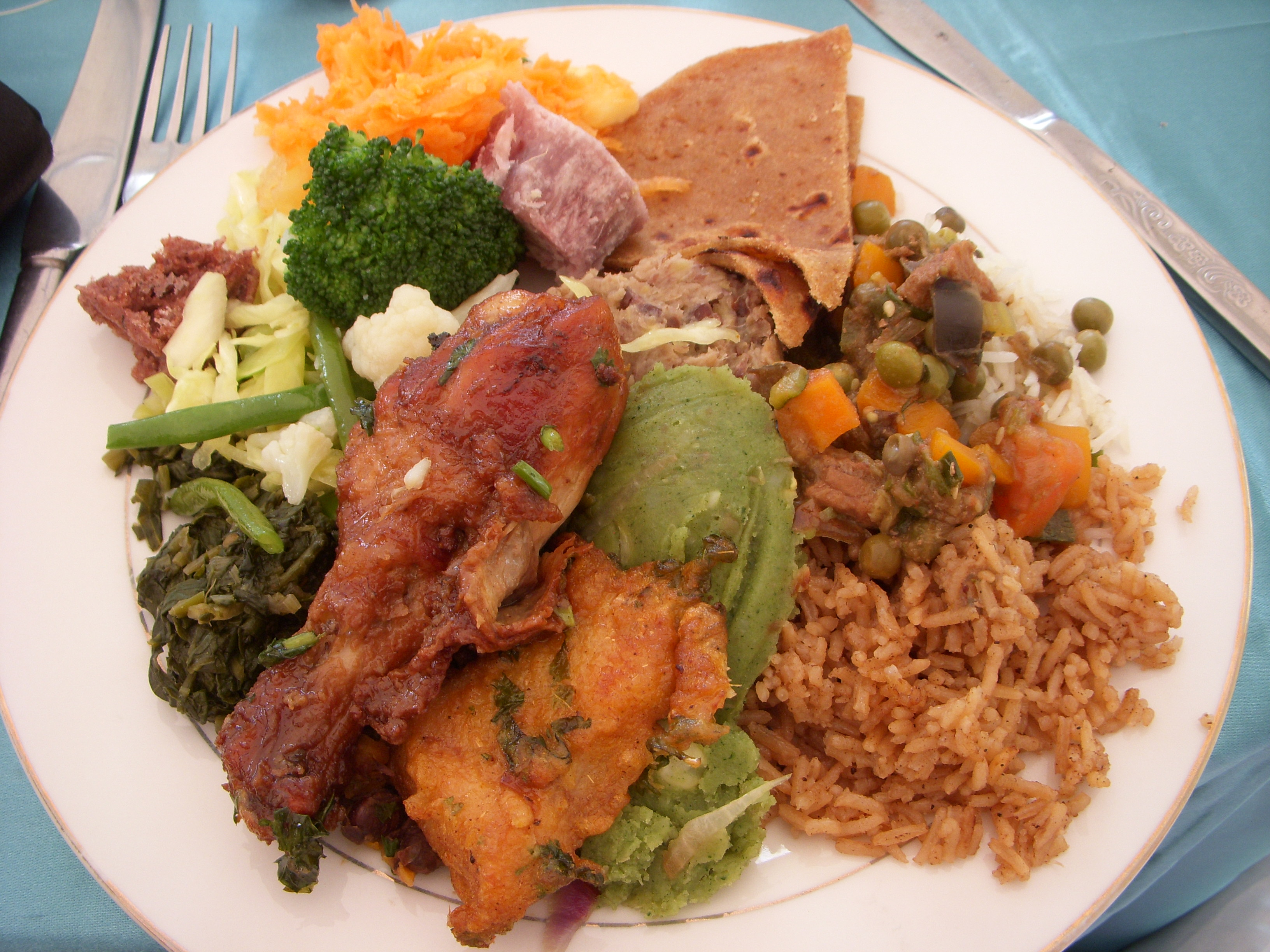
Plat complet pour un mariage.
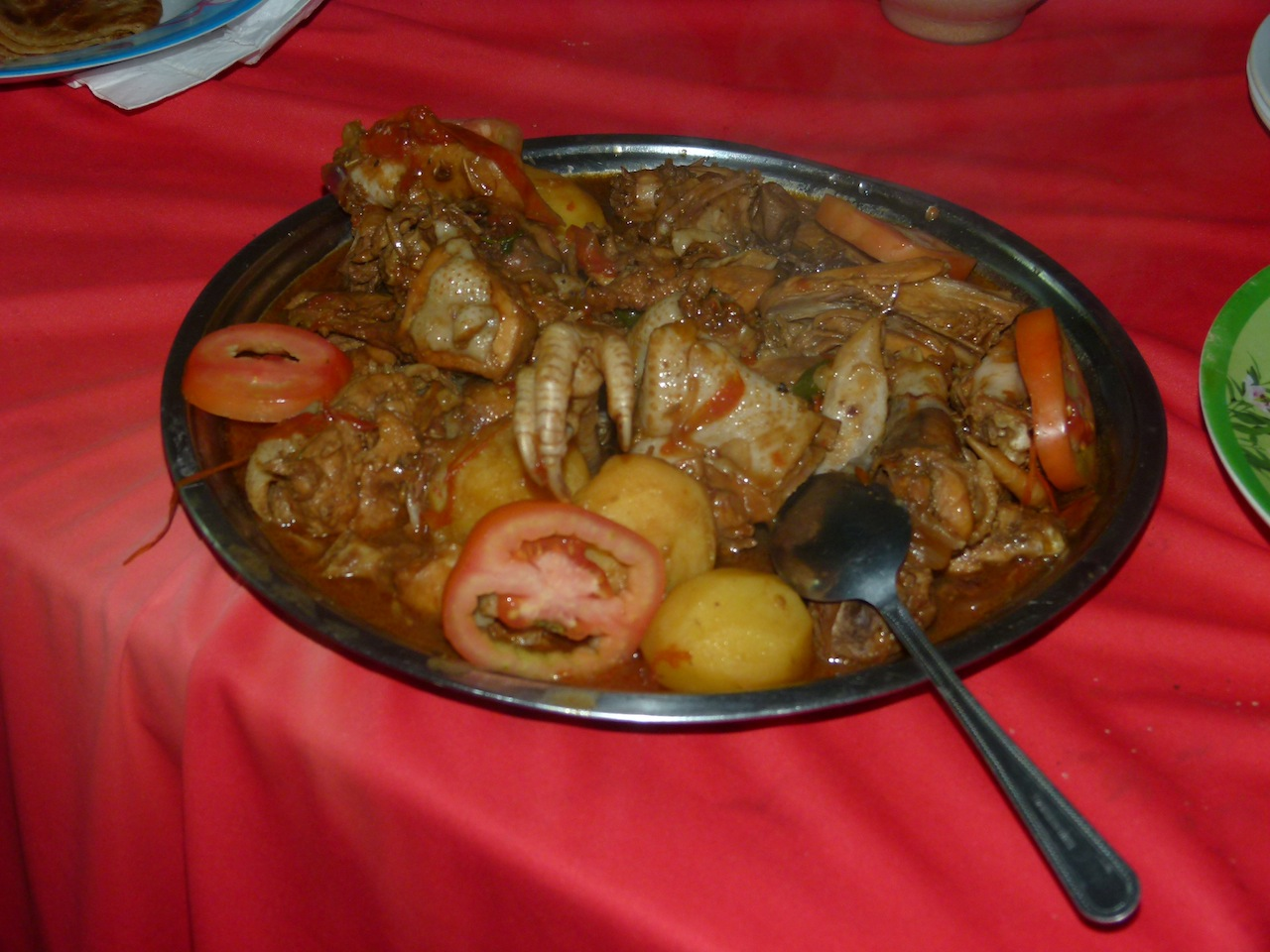
En sauce pour un réveillon de Noël.